# Halowe Mistrzostwa Czech w Lekkoatletyce 2011
Halowe Mistrzostwa Czech w Lekkoatletyce w 2011 – halowe zawody lekkoatletyczne organizowane przez Český atletický svaz, które odbyły się 19 i 20 lutego w Pradze.

## Rezultaty
| PB - rekord życiowy \| SB - najlepszy wynik w sezonie \| NR – halowy rekord kraju |

### Mężczyźni
| Konkurencja:              | 1. miejsce                                                         | Rezultat   | 2. miejsce                                                          | Rezultat | 3. miejsce                                                         | Rezultat |
| Bieg na 60 m              | Jan Veleba                                                         | 6,65 PB    | Libor Žilka                                                         | 6,73     | Marek Bakalár                                                      | 6,77     |
| Bieg na 200 m             | Pavel Maslák                                                       | 21,38 PB   | Lukáš Šťastný                                                       | 21,73    | Rudolf Götz                                                        | 22,02    |
| Bieg na 400 m             | Jiří Vojtík                                                        | 47,64      | Daniel Němeček                                                      | 47,99    | Richard Svoboda                                                    | 48,05    |
| Bieg na 800 m             | Vladimír Bartůněk                                                  | 1:52,14    | Matěj Blahůt                                                        | 1:52,29  | Jakub Ševčík                                                       | 1:52,69  |
| Bieg na 1500 m            | Milan Kocourek                                                     | 3:48,34 PB | Lukáš Kourek                                                        | 3:50,62  | Petr Vitner                                                        | 3:55,83  |
| Bieg na 3000 m            | Petr Mikulenka                                                     | 8:07,91 SB | Milan Kocourek                                                      | 8:14,07  | Lukáš Kourek                                                       | 8:18,10  |
| Bieg na 60 m przez płotki | Petr Svoboda                                                       | 7,48 SB    | Stanislav Sajdok                                                    | 7,75     | Martin Mazáč                                                       | 7,82     |
| Sztafeta 4 × 400 m        | Dukla Praha Petr Lichý Roman Šebrle Richard Svoboda Daniel Němeček | 3:15,80    | Slavia Praha Tomáš Krupka Jindřich Šimánek Jan Pernica Václav Barák | 3:20,08  | Hvězda Pardubice Ivo Brýdl Jiří Pálka Jan Ostrejš Miroslav Vinkler | 3:22,63  |
| Skok wzwyż                | Jaroslav Bába                                                      | 2,24       | Josef Skrčený                                                       | 2,14     | David Kovalský                                                     | 2,10     |
| Skok o tyczce             | Jan Kudlička                                                       | 5,45 SB    | Lukáš Bechyně                                                       | 5,35     | Adam Ptáček                                                        | 5,20     |
| Skok w dal                | Roman Novotný                                                      | 8,01 SB    | Milan Pírek                                                         | 7,65     | Petr Ogoun                                                         | 7,32     |
| Trójskok                  | Petr Hnízdil                                                       | 15,51 SB   | Martin Vachata                                                      | 15,15    | Ondřej Hanuš                                                       | 14,91    |
| Pchnięcie kulą            | Jan Marcell                                                        | 19,22      | Vladislav Tuláček                                                   | 18,18    | Jan Tylče                                                          | 17,79    |
| Siedmiobój                | Roman Šebrle                                                       | 6117       | Adam Helcelet                                                       | 5848     | František Staněk                                                   | 5790     |

### Kobiety
| Konkurencja:              | 1. miejsce                                                                     | Rezultat   | 2. miejsce                                                                        | Rezultat | 3. miejsce                                                                    | Rezultat |
| Bieg na 60 m              | Kateřina Čechová Iveta Mazáčová                                                | 7,37       | –                                                                                 | –        | Denisa Rosolová                                                               | 7,44     |
| Bieg na 200 m             | Zuzana Hejnová                                                                 | 24,17 SB   | Monika Táborská                                                                   | 24,34    | Jana Slaninová                                                                | 24,63    |
| Bieg na 400 m             | Veronika Šťastná                                                               | 57,41 PB   | Zlata Polonyiová                                                                  | 57,64    | Eliška Kutrová                                                                | 58,15    |
| Bieg na 800 m             | Tereza Čapková                                                                 | 2:06,42 SB | Jana Melichová                                                                    | 2:10,54  | Markéta Krejčí                                                                | 2:11,36  |
| Bieg na 1500 m            | Lenka Masná                                                                    | 4:26,62 SB | Diana Mezuliáníková                                                               | 4:36,03  | Hana Pechová                                                                  | 4:38,47  |
| Bieg na 3000 m            | Lucie Sekanová                                                                 | 9:28,93 PB | Monika Preibischová                                                               | 9:49,09  | Květa Pecková                                                                 | 9:50,12  |
| Bieg na 60 m przez płotki | Lucie Škrobáková                                                               | 8,09       | Zuzana Hejnová                                                                    | 8,38     | Jana Sotáková                                                                 | 8,82     |
| Sztafeta 4 × 400 m        | Olymp Praha Zlata Polonyiová Andrea Prudilová Monika Táborská Veronika Šťastná | 3:54,35    | Hvězda Pardubice Lenka Švábíková Kateřina Ulrichová Jana Havelková Markéta Krejčí | 3:58,20  | Sokol Kolín Petra Sotonová Žaneta Sovadinová Karolína Novotná Helena Jiranová | 4:10,69  |
| Skok wzwyż                | Oldřiška Marešová                                                              | 1,87       | Iva Straková                                                                      | 1,87     | Magdalena Nová                                                                | 1,80     |
| Skok o tyczce             | Jiřina Ptáčníková                                                              | 4,57       | Romana Maláčová                                                                   | 4,25     | Nikola Pikartová                                                              | 3,85     |
| Skok w dal                | Jana Korešová                                                                  | 6,29       | Eliška Klučinová                                                                  | 6,20     | Jiřina Ptáčníková                                                             | 5,95     |
| Trójskok                  | Lucie Májková                                                                  | 13,15 PB   | Lucie Uhlířová                                                                    | 12,58    | Šárka Buranská                                                                | 12,38    |
| Pchnięcie kulą            | Jana Kárníková                                                                 | 15,27 SB   | Romana Grómanová                                                                  | 14,76    | Andrea Valešová                                                               | 14,45    |
| Pięciobój                 | Eliška Klučinová                                                               | 4291       | Jitka Moudrá                                                                      | 3579     | Kateřina Vodová                                                               | 3508     |